# أوزفالدو سيلفا
أوزفالدو سيلفا هو مدرب كرة قدم ولاعب كرة قدم برازيلي في مركز الوسط، ولد في 13 مارس 1934 في بيلو هوريزونتي في البرازيل، وتوفي في 15 أغسطس 2002 في لشبونة في البرتغال. لعب مع نادي أولهانينسي.

## وصلات خارجية
- أوزفالدو سيلفا على موقع قاعدة بيانات كرة القدم.إي يو (الإنجليزية)
- أوزفالدو سيلفا على موقع عالم كرة القدم.نت (الإنجليزية)